# Белорусская иконописная школа XVI—XVIII веков
Белорусская иконописная школа XVI—XVIII веков —  иконописная школа, сформировавшаяся под влиянием Возрождения на основе традиций византийского и древнерусского искусства. Процесс её становления и развития растянулся на несколько столетий. Школа развивалась на базе византийских традиций, вобрав в себя в Новое время черты западноевропейского искусства — Ренессанса (XIV—XVI вв.), барокко (конец XVI—XVIII вв.), классицизма (вторая половина XVIII в.). Произведениям белорусской иконописи присущи приверженность канону, условность и символизм изобразительного языка, характерность типажа, широкое использование этнографических элементов, стремление отразить окружающую действительность.

## Истоки
По мнению исследователей, первые иконы на территорию Белоруссии попали в большие города — Полоцк и Туров. Они, вероятно, были византийского происхождения (по преданию, Евфросиния Полоцкая получила икону Богоматери от императора Византии Мануила Комнина). Традиция местного канонического письма может начинаться со времён принятия христианства местным населением, примерно с IX века. Фундаментом для формирования белорусской школы иконописания послужил, как и во многих других христианских странах, распространённый в то время византийский стиль. Его влияние сохранялось на протяжении XI—XV веков.
Формирование собственной местной школы иконописи приходится на XV—XVI века. К этому времени местные художники не только освоили опыт византийских традиций и технологий окраски, но и приобрели индивидуальную манеру, типы, характеры, своё видение цветов, начав создавать собственные иконографические образы. На начальном этапе белорусская иконопись развивалась под значительным влиянием польской культуры.
Сведения из архивных источников и высокий уровень сохранившихся единичных памятников свидетельствуют о расцвете на белорусских землях в XIV—XV веках средневекового изобразительного искусства. Иконы писались в технике темперной живописи или в рельефной пластике. Они могли встречаться также в виде миниатюр в богослужебных книгах.

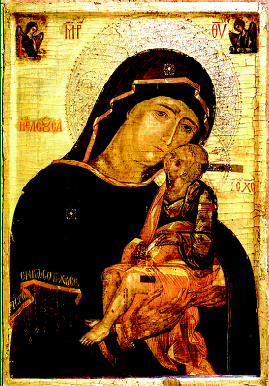
Малоритская икона Божией Матери

Наиболее ранние из сохранившихся произведений иконописи принадлежат к полесско-волынскому региону. Среди таковых — Малоритская икона Божией Матери рубежа XIV—XV веков. Произведение сочетает основные черты средневекового искусства с элементами ренессанса: светлый колорит, орнаментика, помогающая выявить объём, лиричность образа.
Поздневизантийская художественная традиция XV века, представленная греческо-византийской или итало-критской школой, была хорошо известна на белорусских землях и оказала влияние на формирование местной иконописи. В отличие от других славянских живописцев белорусские мастера начали пользоваться светотенями для выявления формы.

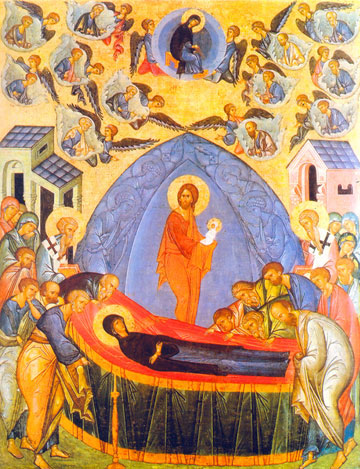
«Голубое Успение»

Вывезенная из Минска в 1914—1917 годах икона «Голубое Успение» XV века написана с ковчегов и поволокой. Внизу композиции на ложе, застеленном пологом и покрывалом, лежит Богоматерь в хитоне и мафории. За ложем стоит Христос, держащий перед собою спеленутую белым фигурку — символ души Марии. Название иконы походит от синего фона фигур Христа и Марии на небесах (остальной фон золотой), который обычно использовался в византийской иконографии, но был редким у восточных славян. Особенности иконографии, стиля и техники «Голубого Успения» не позволяют однозначно отнести его к определённому художественному центру или школе. Подобие религиозной сцены к жанровой композиции, светлый мягкий колорит, успокоенно-доброжелательные лица апостолов — всё это характерно для палеологовского периода Византии. «Голубое Успение» имеет черты, характерные для многих региональных школ (в том числе для Твери, Москвы, Волыни). Однако, как указывал А. А. Ярошевич, происхождение иконы и историко-культурная ситуация ХV в. дают основание утверждать, что переосмысление в нём палеологовского стиля произошло на юге Беларуси и заказчиком «Успения» скорее всего был кто-то из Турово-пинских епископов.

## История

### XVI век

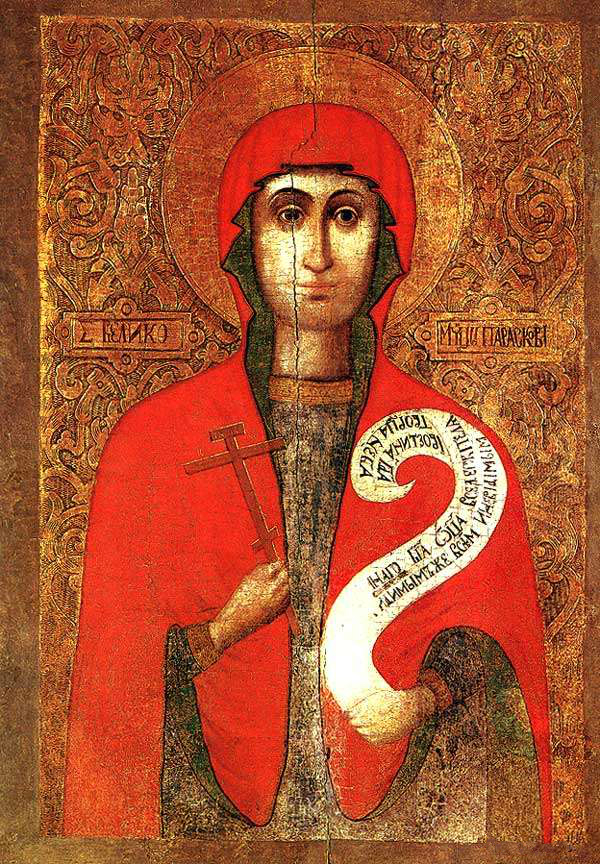
Образ Святой Параскевы

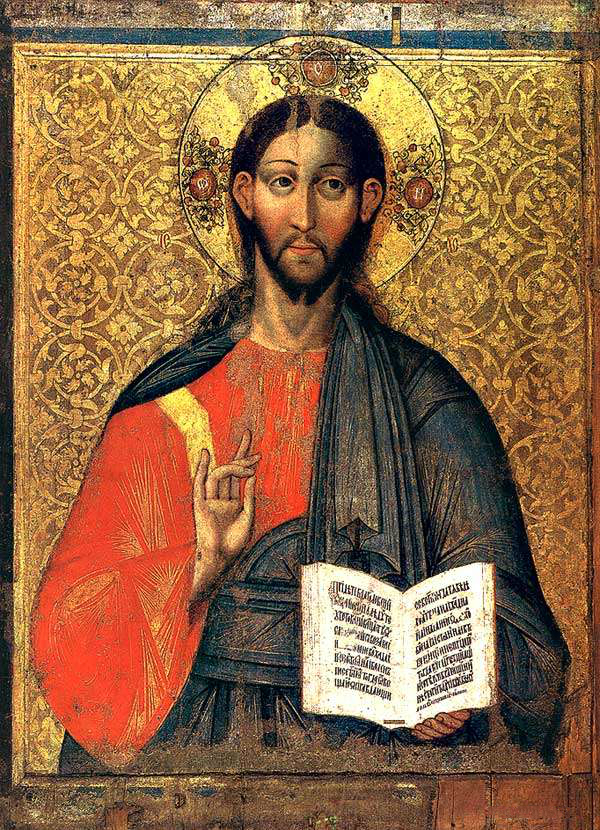
Икона Христа Вседержителя. Успенская церковь (1654), Бытень

С XVI века белорусская иконописная школа обретает собственные образно-пластический язык и стилистику. На белорусских землях ощущалось влияние западноевропейского искусства, шёл поиск новых выразительных средств для более жизненной трактовки образов святых. В этот период белорусские иконы обретают черты позднего Ренессанса и раннего барокко. Однако сакральной сущности образов это не затрагивало, а касалось только эстетической стороны иконы. Иконы создавались в Бресте, Гродно, Пинске, Могилёве, Витебске, Полоцке, Минске и других. Их писали на досках (чаще из липы), по клеемеловому грунту яичной темперы с масляными красками. Яркая особенность — алтарные иконы, сочетающие черты готики, ренессанса, барокко.
Распространяются сдержанные пластические трактовки. Мастера часто прибегают к силуэтной трактовке образов, ограничивают лепку форм, моделируют среду, одежду персонажей локальными пятнами, покрывают фон резным орнаментом. В цветовой постройке доминируют красно-коричневые, охристые и контрастные им синие, зеленоватые краски, сочетание которых придаёт им подчеркнуто-декоративный характер. Влияние Ренессанса выражается в том, что каноническое отражение живописных образов разбавляется более реалистичными жизненными сценками, люди выглядят более соответствующими и конкретизированными. Постепенность этого процесса утверждается тем, что на некоторых образцах сосуществуют канонические приёмы с новым пластическим решением. Ещё одной особенностью белорусской иконописи стало сочетание католических и православных традиций. С утверждением униатства взаимовлияние двух конфессий увеличилось.
Согласно источникам XIV—XVI веков, в Беларуси в обиходе было много религиозных и светских художественных произведений, привезённых из зарубежья или сделанных по их образцу. Это также не могло не сказаться на творческой манере белорусских иконописцев. Для ранних произведений XVI века было характерно сочетание отличительных черт средневекового искусства с элементами ренессанса: светлый колорит, лиричность образа («Богоматерь Иерусалимская» из Брестчины). Тенденция моделировать объём и перспективу, начатая в XV веке, продолжилась и получила развитие и в веке XVI, что хорошо иллюстрируется такими произведениями, как «Параскева» и «Христос Вседержитель».
Иконографичекий образ «Параскевы» из Слуцка восходит к гравюре «Петка» из книги «Микея избранная», изданной колонией сербов в Венеции в 1538 году. Белорусский художник сохранил пропорции и очертание фигуры, но значительно переосмыслил эту гравюру. В этом памятнике середины—второй половины XVI в. впервые появился резной растительный фон, изображение которого берёт начало в ренессансных итальянских тканях. Важные сдвиги произошли в понимании художником глубины и объёма. На смену былой графичности приходит мягкая моделировка складок одежды, подчеркивающих объёмность фигуры. В основу произведения положен естественный рисунок. Икона «Параскева» имеет большое значение для характеристики станковой живописи середины—второй половины XVI в. Произведение стало ярким примером творческих поисков мастеров Беларуси XVI в., которые работали над созданием своего художественного стиля:8.

### XVII век

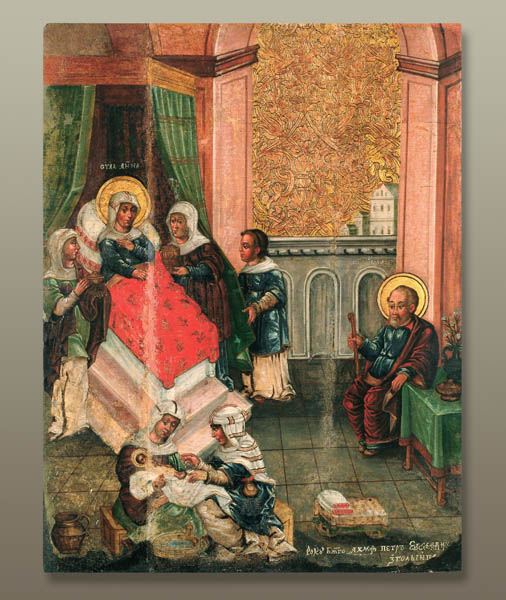
Рождение Богоматери. Пётр Евсеевич, 1649 г.

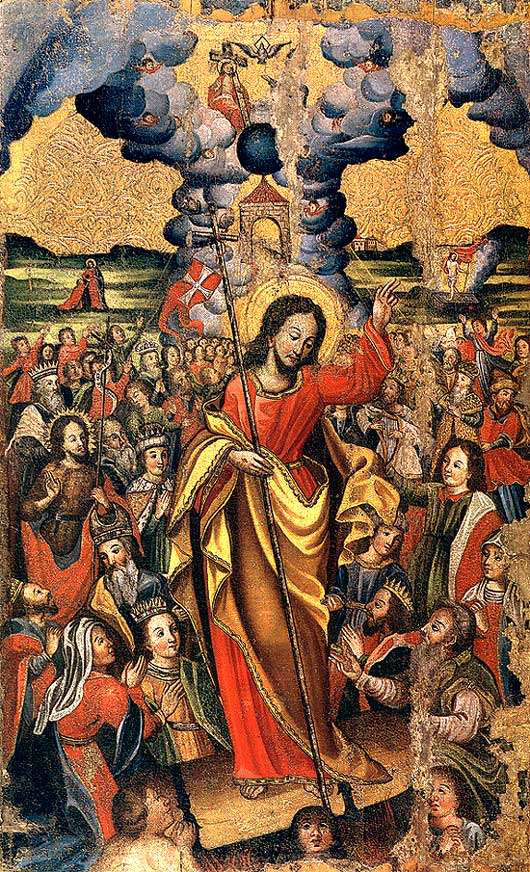
Сошествие в ад. Последняя четверть XVII века. Фрагмент

На рубеже XVI—XVII веков проявилось стремление к передаче пространства, естественных пропорций, отдельные персонажи стали изображаться в светской одежде. Для икон «Святая Параскева» из-под Мостов, «Умиление», «Покров», «Успение» из Брестчины был характерен оптимизм, светлое настроение, вера в высшую справедливость. Иконопись в XVII веке оставалась самым распространённым видом живописи. Именно в XVII веке начинает расцветать Западнополесская иконописная школа со своими характерными чертами.
Шедевром считается икона Петра Евсеевича из Голынца «Рождение Божьей Матери» 1649 года. Это единственная икона, автор которой известен, потому что оставил на ней свою фамилию. Сохранились иконы «Троица Ветхозаветная» (Брестчина), «Сошествие в ад» из Чечерска. С XVII века начали рисовать на холсте. Белыничская икона Божией Матери при общем сохранении каноничности форм не ограничивает художественный язык автора.
О развитии сюжета «Троица» в иконописи Беларуси можно судить по сохранившимся памятникам, наиболее ранний из которых датируется последней четвертью XVII века. В иконе с Кричева легко считываются те основные геометрические формы, которые придают произведению ясность, устойчивость, завершённость. Фигуры ангелов вписываются в круг, что показывает их единство и неделимость. Эта фигура повторяется и в форме стола, где совершается таинство Божественной трапезы — прообраза Евхаристии. В центре круга угадывается равнобедренный треугольник, что с раннехристианских времён является символом триединства Бога.
Икона последней четверти XVII века «Сошествие в ад» из Дисны выделяется развёрнутой композицией и богатством персонажей. В ней заключена вся евангельская история. Произведение является переносом в пространство белорусской иконы западноевропейской алтарной картины эпохи Ренессанса.

### XVIII век

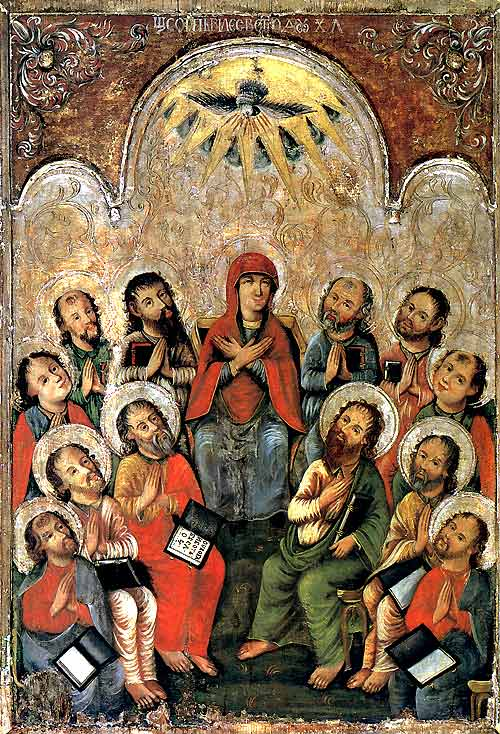
Пятидесятница, вторая половина XVIII в.

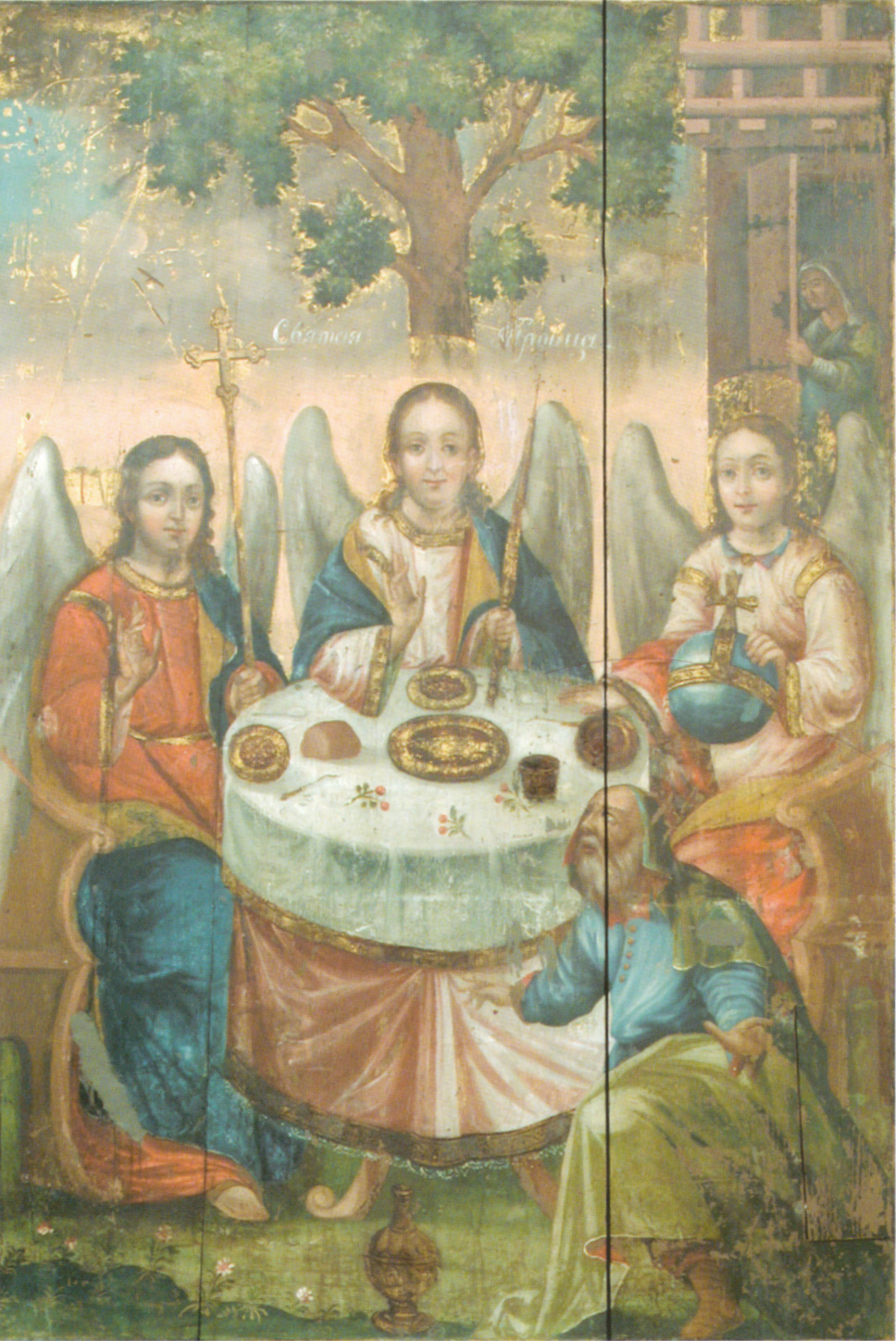
Троица Ветхозаветная

В XVIII веке белорусская иконопись была примечательна усилением проявлений народного творчества и реалистичности. Мастера придерживались традиций как древнерусской, так и местной живописи.
В этом веке иконопись различных регионов Белоруссии отмечена проявлением стиля барокко, стремлением раскрыть психологию и характер персонажей, их эмоциональное состояние. Распространившиеся в то время жанровая живопись, пейзаж, натюрморт в разной степени присутствуют в сакральных сюжетах местных мастеров.
В начале XVIII века в белорусской иконописи (как и в станковой живописи в целом) наблюдается отход от принятых в религиозной живописи принципов и канонов. Мастера в этот период придерживались традиций как древнерусской, так и местной живописи, что не соответствовало позиции официальной православной церкви. Своеобразием иконописи Беларуси XVIII века являются эмоциональная выразительность, колористическая декоративность, богатство орнаментики, непосредственность раскрытия сюжета, фольклорность отражения действия, стремление к реальной передаче действительности.
Одним из наиболее известных белорусских иконописцев XVIII века был мастер Григорий Медведский. Он расписывал церкви, писал иконы («Спас Вседержитель» и др.) для иконостаса церкви в Поповой горе. В 1783 году он создал иконостас Ильинской церкви в Журавичах (Рогачёвский район).
Широко известна икона Богоматери Жировичской. Это художественная копия римской иконы-фрески, которая написана на холсте. В 1730 году состоялась её коронация папскими коронами. Сегодня икона почитается в слонимском костёле Святого Андрея.

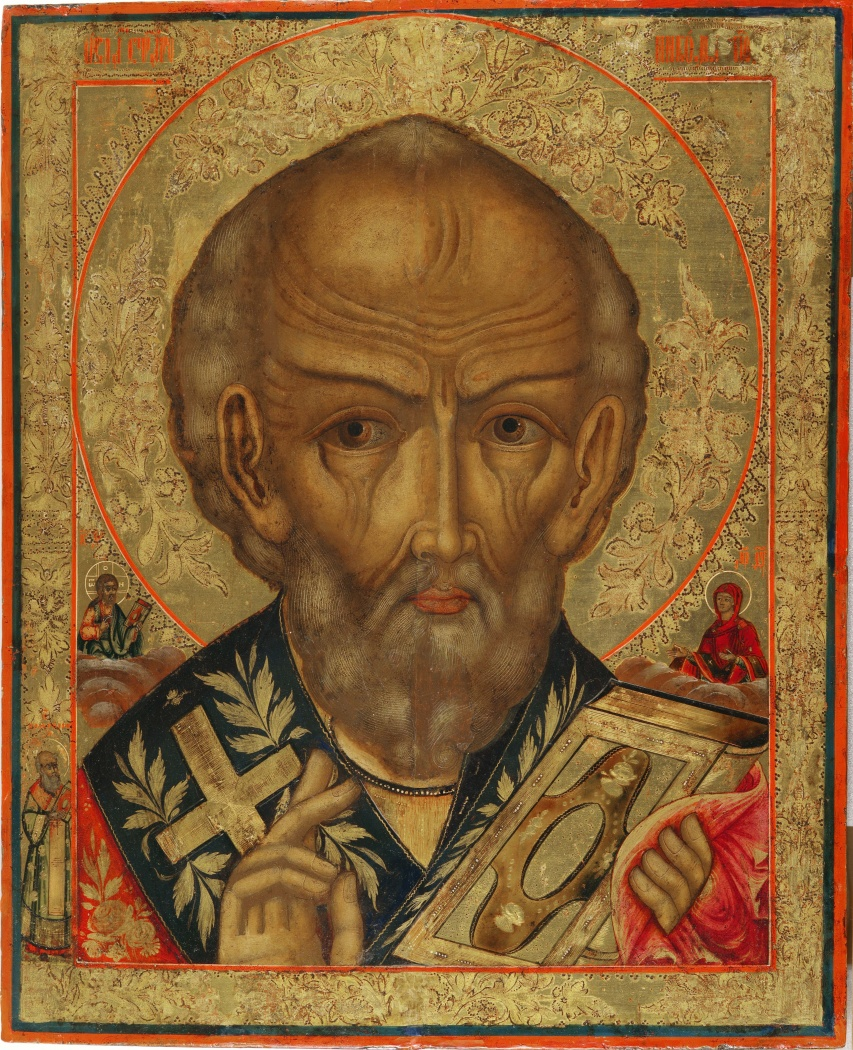
Святой Никола Отвратный. Третья четверть XIX в. 44 × 36,2 см

Широкое распространение получил в Белоруссии редкий и малоизученный иконографический извод «Никола Отвратный». Он появился не ранее XVIII века и был особенно распространён в старообрядческом духовном и художественном центре города Ветка и его окрестностей, где был включён в местную иконописную традицию. В этих старообрядческих общинах данный образ был окружён особым почитанием. Иконографический извод Николы Отвратного существовал в иконописи Ветки до середины XX века. «Никола Отвратный» — чаще всего оплечное изображение святителя. Никола Отвратный поворачивает голову вправо от зрителя, но взгляд его крупных глаз направлен, напротив, влево. Нижняя линия изображения часто обрезает до половины Евангелие и благословляющую зрителя руку.
Заметную роль в написании икон сыграли гравюры старопечатников — художников, которые использовали композиции книжных миниатюр. Это делало икону более понятной и доступной к осмыслению среди простого народа, но при этом нарушало традиционные религиозные каноны, так как не соответствовало структурологическим композиционным иконографическим схемам. Одним из таких примеров заимствования из книжных гравюр является икона «Троица» из Великого Малешева Брестской области, изображение которой получилось будто в зеркальном отражении: ангелы на иконе левой рукой благословляют, а в правой держат жезлы.
К концу XVIII века иконопись приобретает более декоративный, а не живописный характер. Художники пишут только руки и лики святых, а фон и всё композиционное пространство заполняется металлическим, серебряным или с позолотой обложением с резьбой по левкасу. Такие примеры можно видеть на иконах «Чудо Юрия о змее» (1729), «Рождество Христово» (1746), в трёхстворчатом слоге «Наталья. Богоматерь Одигитрия» (1760) из Турова. Однако отход от стандартных канонов иконографических сюжетов беспокоил служителей церкви, видевших в народной иконе подрыв веры. Официальная церковь пыталась противостоять народному иконописанию, проводилась кампания по запрещению распространения неканоничных произведений.

## Упадок
В XIX веке очевиден некоторый упадок, характерный для большинства иконописных школ. Активное развитие печатной графики в некотором смысле способствовало этому. Кризис начался ещё в конце XVIII столетия, когда белорусская иконопись постепенно утратила свою самобытность и перестала существовать как отдельная художественная школа. Собственно белорусская икона исчезла после 1839 года, когда была ликвидирована Брестская церковная уния.